# Alvignac
Alvignac là một xã thuộc tỉnh Lot trong vùng Occitanie phía tây nam nước Pháp. Xã này nằm ở khu vực có độ cao trung bình 860 mét trên mực nước biển.
Năm 1999, Alvignac có dân số 573; danh xưng dân địa phương trong tiếng Pháp là Alvignacois.

## Dân số
| Năm | 1962 | 1968 | 1975 | 1982 | 1990 | 1999 | 2004 |
| --- | ---- | ---- | ---- | ---- | ---- | ---- | ---- |
| Dân số | 534  | 540  | 525  | 566  | 473  | 573  | 632  |
| From the year 1962 on: No double counting—residents of multiple communes (e.g. students and military personnel) are counted only once. |      |      |      |      |      |      |      |